# Stratosfera
Stratosfera je plast Zemljinega ozračja v višini med približno 15 in 50 km nad zemeljsko površino. Nahaja se med troposfero in mezosfero.
V stratosferi nastaja ozon iz dvoatomarnih molekul kisika ob pomoči intenzivnega sončevega sevanja, predvsem iz ultravijoličnega dela svetlobe. V stratosferi se nahaja približno 90 % vsega ozona v atmosferi. Najbolj je skoncentriran na višini 20 km.
V zgodnjih 70. letih 20. stoletja so se pojavila vprašanja o nevarnosti tanjšanja stratosferske plasti ozona zaradi antropogenih vplivov.